# Pseudeos
Genre
Pseudeos est un genre d'oiseaux de la famille des Psittaculidae.

## Liste des espèces
Selon la classification de référence du Congrès ornithologique international (15.1, 2025) (ordre phylogénique) :
- Pseudeos fuscata (Blyth, 1858) — Lori sombre ;
- Pseudeos cardinalis (Gray, GR, 1849) — Lori cardinal.